# All Day Long I Dream About Sex
«All Day Long I Dream about Sex» es el tercer sencillo lanzado por JC Chasez de su álbum debut Schizophrenic.
La canción debutó hasta el número 25 en Australia, y pasó cinco semanas en el Top 30.
Fue lanzada en Reino Unido en agosto, del 2004, y fue lanzado en los Estados Unidos en octubre del 2004.

## Vídeo musical
El vídeo musical por la canción electrónica "All Day Long I Dream About Sex", fue dirigido por Todd Kellstein.
Escribiendo en la noche, JC toca alrededor de unos viejos sintetizadores. 

## Listado
CD sencillo, Pt. 1 (August 23, 2004)
- «All Day Long I Dream about Sex» [Radio Version] – 4:07
- «All Day Long I Dream about Sex» [Tom Neville's Radio Mix] – 4:03
- «All Day Long I Dream about Sex» [Camel Riders Filthy Mix] – 7:26
- «All Day Long I Dream about Sex» [Stengaard Remix] – 3:36

CD sencillo, Pt. 2 (October 8, 2004)
- «All Day Long I Dream about Sex» [Radio Version] – 4:07
- «Right There» (Your Body)

U.S. promo CD sencillo
- «All Day Long I Dream about Sex» [Radio Version (with fade)] – 3:35
- «All Day Long I Dream about Sex» [Radio Version (without fade)] – 4:04

U.S. promo 12" sencillo ("All Day Long I Dream about Sex/Come to Me")
A-side
- «All Day Long I Dream about Sex» [LP Version] – 6:05
- «All Day Long I Dream about Sex» [Radio Edit] – 3:28
- «All Day Long I Dream about Sex» [Instrumental] – 6:05

AA-side
- «Come to Me» [LP Version] – 5:58
- «Come to Me» [Radio Edit] – 3:29
- «Come to Me» [Instrumental] – 5:58